# Decauville-Werk in Marquette-lez-Lille

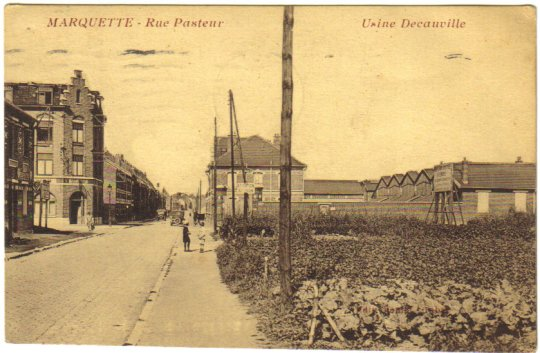
Usine Decauville, Marquette, Rue Pasteur, um 1923

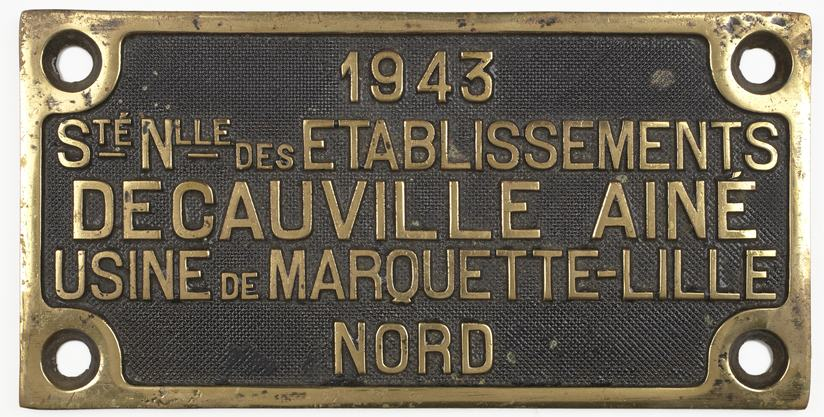
Herstellerplakette

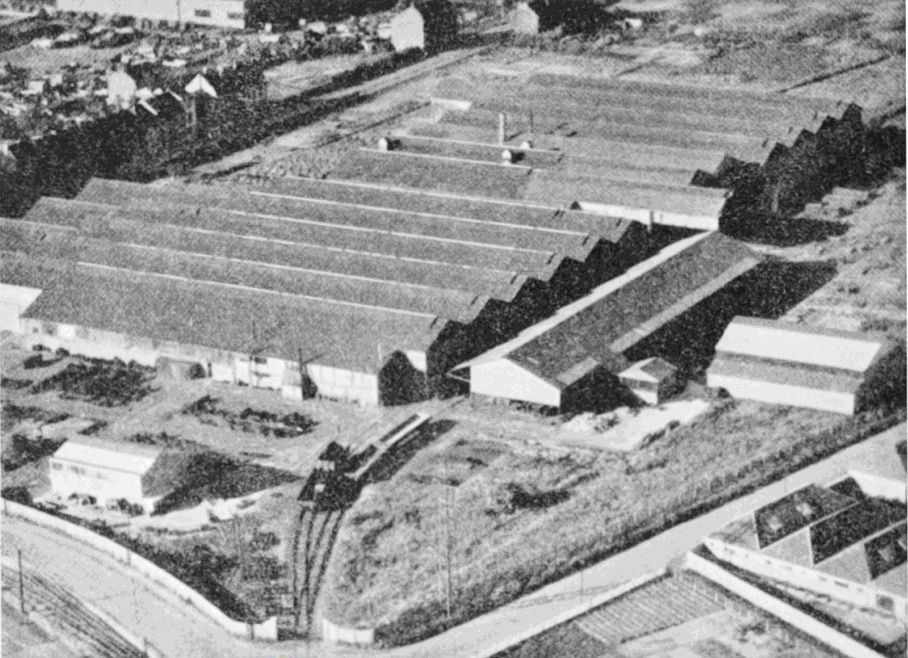
Deauville-Fabrik in Marquette-lez-Lille, um 1950

Das Decauville-Werk in Marquette-lez-Lille, in dem Lokomotiven und Baumaschinen hergestellt wurden, war als eine der vier Decauville-Fabriken von 1923 bis 1968 etwas weniger als ein halbes Jahrhundert in Betrieb. 

## Geschichte
Das Decauville-Werk wurde 1923 unweit der Massey-Ferguson-Fabrik in Marquette eröffnet. Es war neben den Fabriken in Corbeil-Essonnes, Aulnay-sous-Bois und Moulins (Allier) eine von vier Decauville-Fabriken. Die Standortvorteile waren die Verfügbarkeit eines weitläufigen Geländes und gute Erreichbarkeit für Stahl und Eisen über zahlreiche Bahnstrecken. Der Deûle-Kanal wurde nicht genutzt, da das Metall mit der Bahn aus Lothringen kam. 
Im Jahr 1954 beschäftigte Decauville in Marquette 400 Mitarbeiter und 1958 sogar 500 Mitarbeiter. Der Standort umfasste mehr als 80.000 m² (8 ha), darunter 18.000 m² in Gebäuden, mit guten Erweiterungsmöglichkeiten. Anstelle von genieteten Produkten wurden zunehmend geschweißte Produkte hergestellt. Auf dem Gelände wurden unter anderem Rangierlokomotiven sowie Nutzfahrzeuge und Bau- und Bergbaumaschinen wie Gabelstapler, Muldenkipper, Radlader und Baukompressoren montiert. Die Hälfte der Produktion wurde exportiert. 
Ende der 1950er-Jahre geriet die Decauville-Gruppe durch den sich ändernden Markt in finanzielle Schwierigkeiten, und in Marquette wurde eine neue Richtung eingeschlagen. Durch die Unterzeichnung einer Vereinbarung mit einem deutschen Unternehmen über die Realisierung großer Baugeräte sollte die Aktivität des nördlichen Standorts wiederbelebt werden. Das deutsch-französische Abkommen trat 1963 in Kraft. Fünf Jahre später wurde im Sommer 1968 die Schließung des Werkes bekannt gegeben, 45 Jahre nach dessen Eröffnung.
Einige lokale Unternehmen versuchten daraufhin, in die Räumlichkeiten zu investieren, ihre Aktivitäten waren jedoch nicht nachhaltig.